# Сутковцы
Сутко́вцы (укр. Сутківці) — село в Ярмолинецком районе Хмельницкой области Украины.
Расположено на крутом левом берегу реки Ушица (приток Днестра).
Население по переписи 2001 года составляло 1249 человек. Почтовый индекс — 32134. Телефонный код — 3853. Занимает площадь 5 км². Код КОАТУУ — 6825888401.

## История

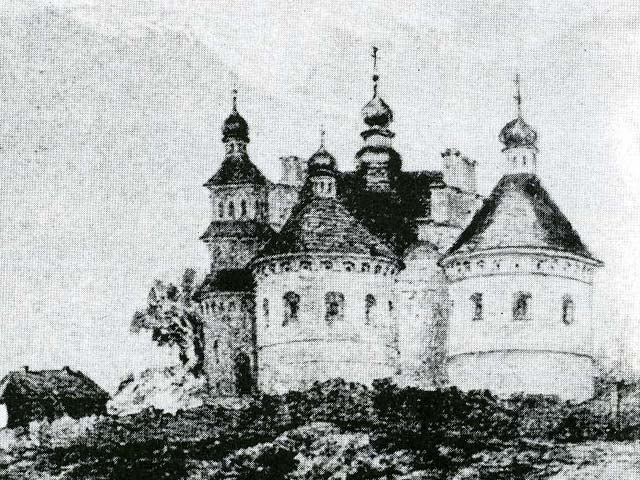
Рисунок Наполеона Орды. Покровская церковь-крепость с. Сутковцы. 1860-е годы XIX в.

Впервые поселение упоминается в 1407 году, когда вместе с деревней Ермолинцы (Ярмолинцы) было подарено венгерскому выходцу Ходько Кроату и сыну его Александру. В результате раздела имения между сыновьями Александра: один из них, Дахно, остался владельцем Ярмолинец и стал называться Ярмолинский (Ермолинские); другой, Фёдор, получил местечко Сутковцы и стал родоначальником другого рода украинской шляхты Сутковских, которые владели Сутковцами до конца XVI века, когда перешли во владение Александра Балабана. А. Балабан, возвратившись из турецкого плена, в 1623 году построил Сутковецкий замок (сохранились его руины).

## Достопримечательности

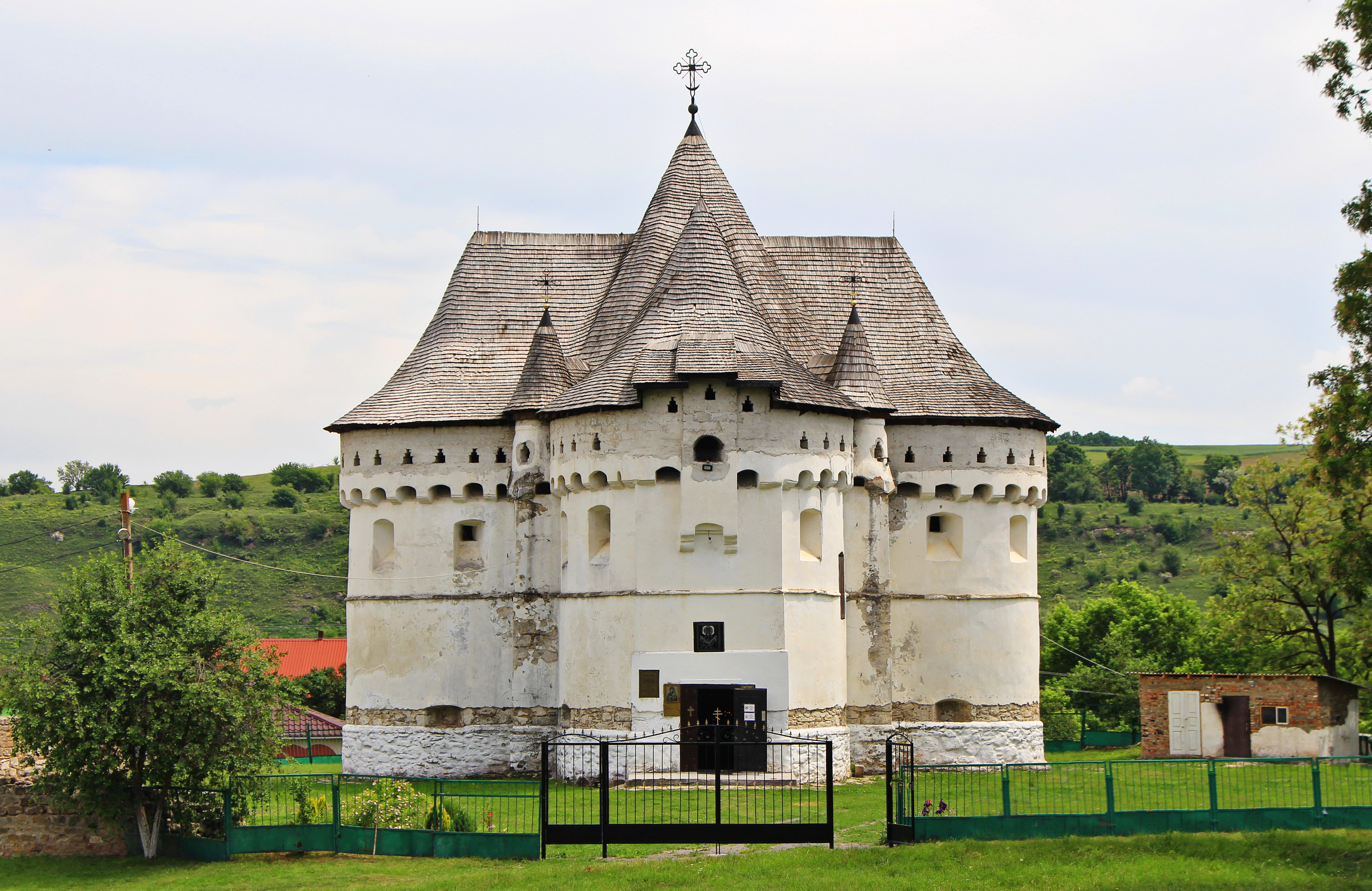
Покровская церковь-замок

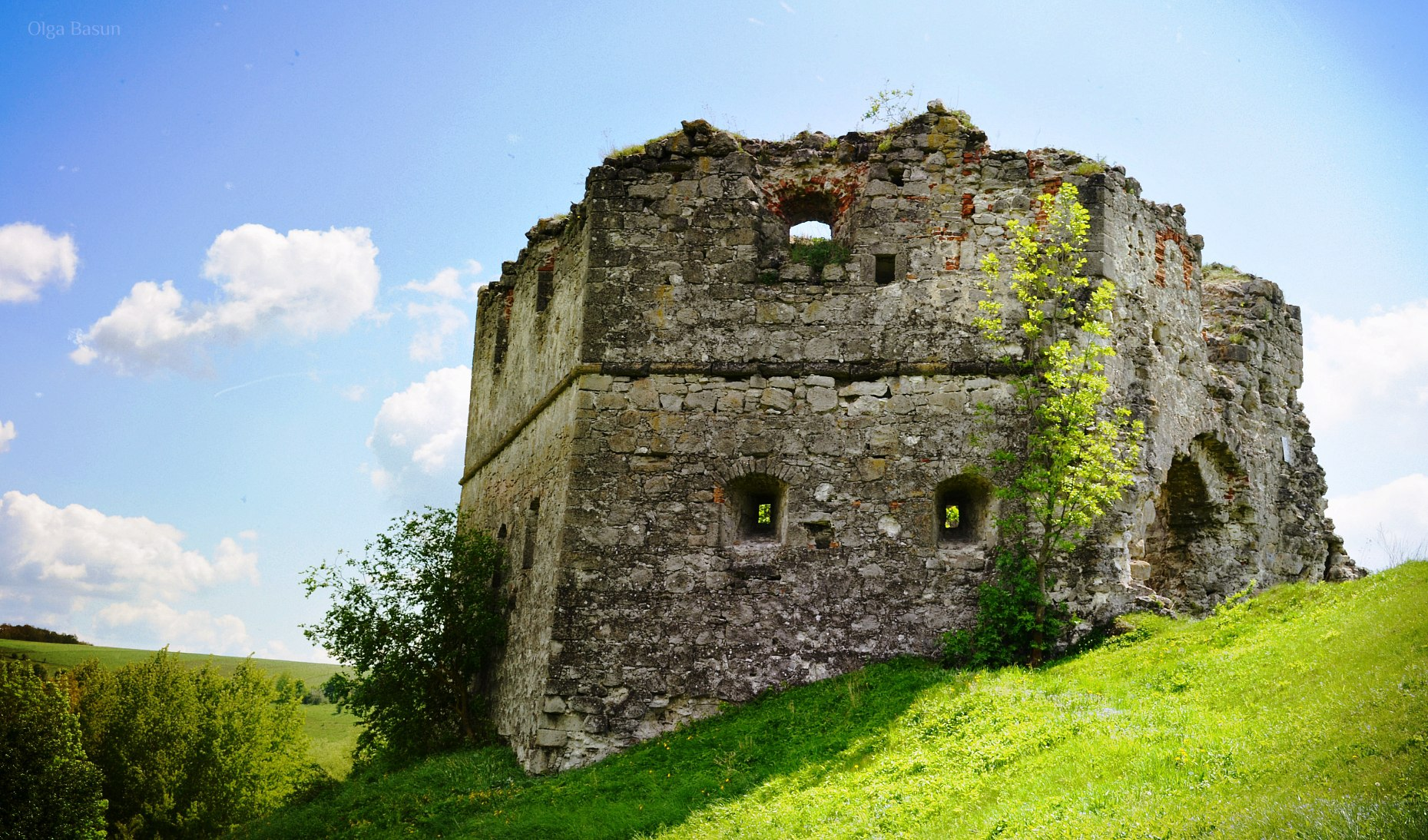
Сутковецкий замок

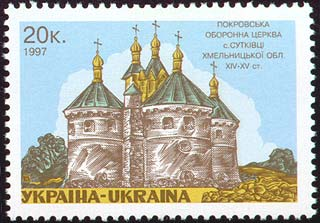
Сутковцы на почтовой марке Украины

В селе расположена Покровская церковь-замок. Построенная как оборонительное сооружение, в 1476 года была перестроена под церковь. Является произведением строительного искусства XIV—XVIII вв., не имеющим аналогов по своему архитектурно-планировочному решению. Один из колоколов церкви имеет надпись: «ГОДА Божья АУОS» (соответствует 1476 г.). В интерьере на стенах и сводах сохранилась фресковая роспись XVI в. и масляная 1909 г.
В августе 2011 года украинское государственное предприятие «Укрпочта» выпустило новый художественный маркированный конверт «Покровская церковь-крепость с. Сутковцы».

## Местный совет
32134, Хмельницкая обл., Ярмолинецкий р-н, с. Сутковцы.